# Llano de Piedra
Llano de Piedra è un comune (corregimiento) della Repubblica di Panama situato nel distretto di Macaracas, provincia di Los Santos. Si estende su una superficie di 99,9 km² e conta una popolazione di 1.737 abitanti (censimento 2010).